# Caleb Hillier Parry
Caleb Hillier Parry (Cirencester, 21 ottobre 1755 – Bath, 9 marzo 1822) è stato un medico inglese.
Egli è ricordato per la sindrome di Parry-Romberg, che per primo descrisse in un lavoro che fu poi pubblicato dopo la sua morte, nel 1825.